# Tipula petaluroides
Tipula petaluroides är en tvåvingeart som beskrevs av Alexander 1969. Tipula petaluroides ingår i släktet Tipula och familjen storharkrankar. Inga underarter finns listade i Catalogue of Life.